# 朝廷

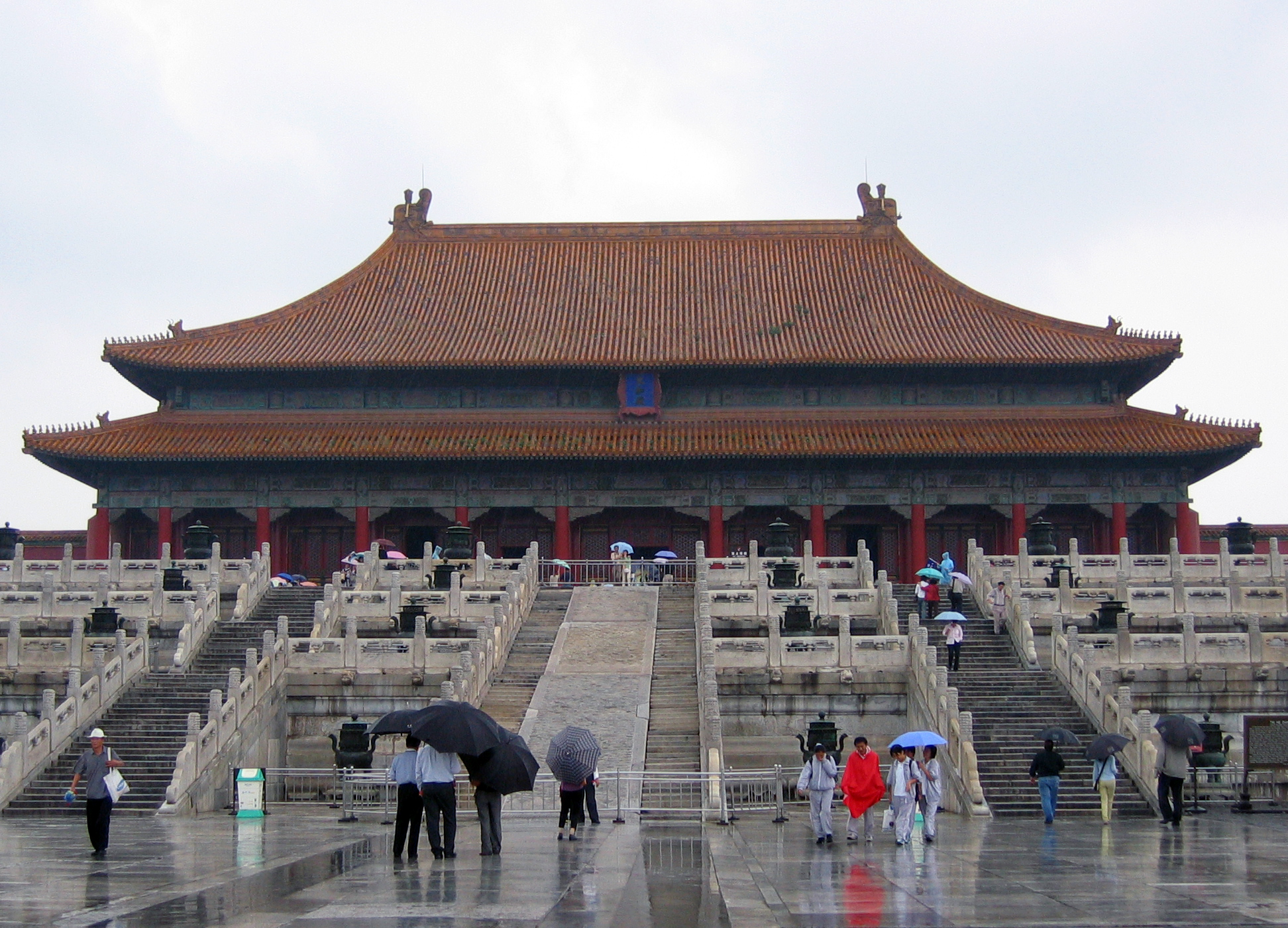
紫禁城為1420-1912年間的中國政府最高权力象徵

朝廷指歷史上的中國、日本等漢字文化圈國家，在皇帝制度下對宮廷、中央政府等统治机构的總稱。

## 詞源
「朝」：
中文所謂的「朝」字具有代表早晨，有今日（一晝夜）含義，在政治上延伸為今日治天下者，引用為當政政權的意思。
因此「朝」是指所執政之政權，如「我朝混一以來，朔南暨聲教，士大夫歌詠」、「我朝內政修明，垂裕奕葉」等皆屬同用法。與此相對的字詞為「野」。

「廷」：

中文所謂的「廷」在《釋文》中表示“廷，人所集之處。”《后汉书》中縣廷一词，引用《苍颉篇》曰：「廷，直也。」《说文解字》：「廷，朝中也。」《風俗通》：「廷，正也。言縣廷、郡廷、朝廷，皆取平均正直也。」

「朝廷」二字指辦理政事和發布命令的地方，也指王朝的最高统治機構。

## 中国的朝廷
一般来说，中国的朝廷分为“内廷”（又稱作中朝）和宰相为首的“外廷”（外朝）。在漢武帝之前，内廷在政治生活中起的作用很少，仅仅负责皇家内部事务，以及照料皇帝及其家族的起居，幾乎所有的政事都是由外廷負責。但武帝为了抑制相权，以用兵为理由，召大司馬大将军居内，组成皇帝的私人工作机构。武帝晚年，以尚书令为首的内廷几乎掌握了所有决策权力，丞相不过奉行文书而已。
在中国古代中央政治体制的演变中，皇帝的權力擴張，總是壓迫宰相的行政權，故内廷也总是不断地取代外廷，成为正式的政府机构，比如汉朝的尚书令到了曹魏之后，已经成为正式的宰相职务。著名的三省制度中，三省长官尚书令、中书令、侍中都是过去随侍皇帝左右的内廷官职。宋代主管军事事务的宰相职务枢密使，在唐朝晚期出现，当时也是内廷官职，由宦官充任。

## 日本的朝廷
日本的朝廷就是与武家幕府相对，而以天皇为权力基础的统治机构，俗曰公家。10世纪后喪失了统治實权，成为形式上存在的虛設机构。但其中的职务仍然存在。直到安土桃山时代以前，武家政權掌权但并不太干涉朝廷的官职任命等事，虽然官职并没有权力，只是空名。到江戶时代，日本幕府开始大力干涉朝廷内部事務，強制天皇把许多有力的武士任命为朝廷的官员直到大政奉還為止。